# Sepatan (ort i Indonesien)
Sepatan är en ort i Indonesien.   Den ligger i provinsen Jawa Barat, i den västra delen av landet, 30 km väster om huvudstaden Jakarta. Sepatan ligger 11 meter över havet och antalet invånare är 118 439.
Terrängen runt Sepatan är mycket platt, och sluttar norrut. Runt Sepatan är det mycket tätbefolkat, med 5 805 invånare per kvadratkilometer. Närmaste större samhälle är Tangerang, 8,9 km sydost om Sepatan. Omgivningarna runt Sepatan är en mosaik av jordbruksmark och naturlig växtlighet.